# کورگاش‌تاماک
کورگاش‌تاماک (انگلیسی: Kurgashtamak) یک شهرک در شهرستان بلاگووشچنسکی باشقیرستان کشور روسیه است.